# Troféu Internet de 2022
O Troféu Internet de 2022 foi a 18ª edição do Troféu Internet, que premiou os melhores artistas da televisão e da música brasileira dos anos de 2020 e 2021. Foi apresentado durante a 59ª edição do Troféu Imprensa. As edições de 2020 e 2021 não foram realizadas por causa da COVID-19 no Brasil.

## Vencedores e indicados

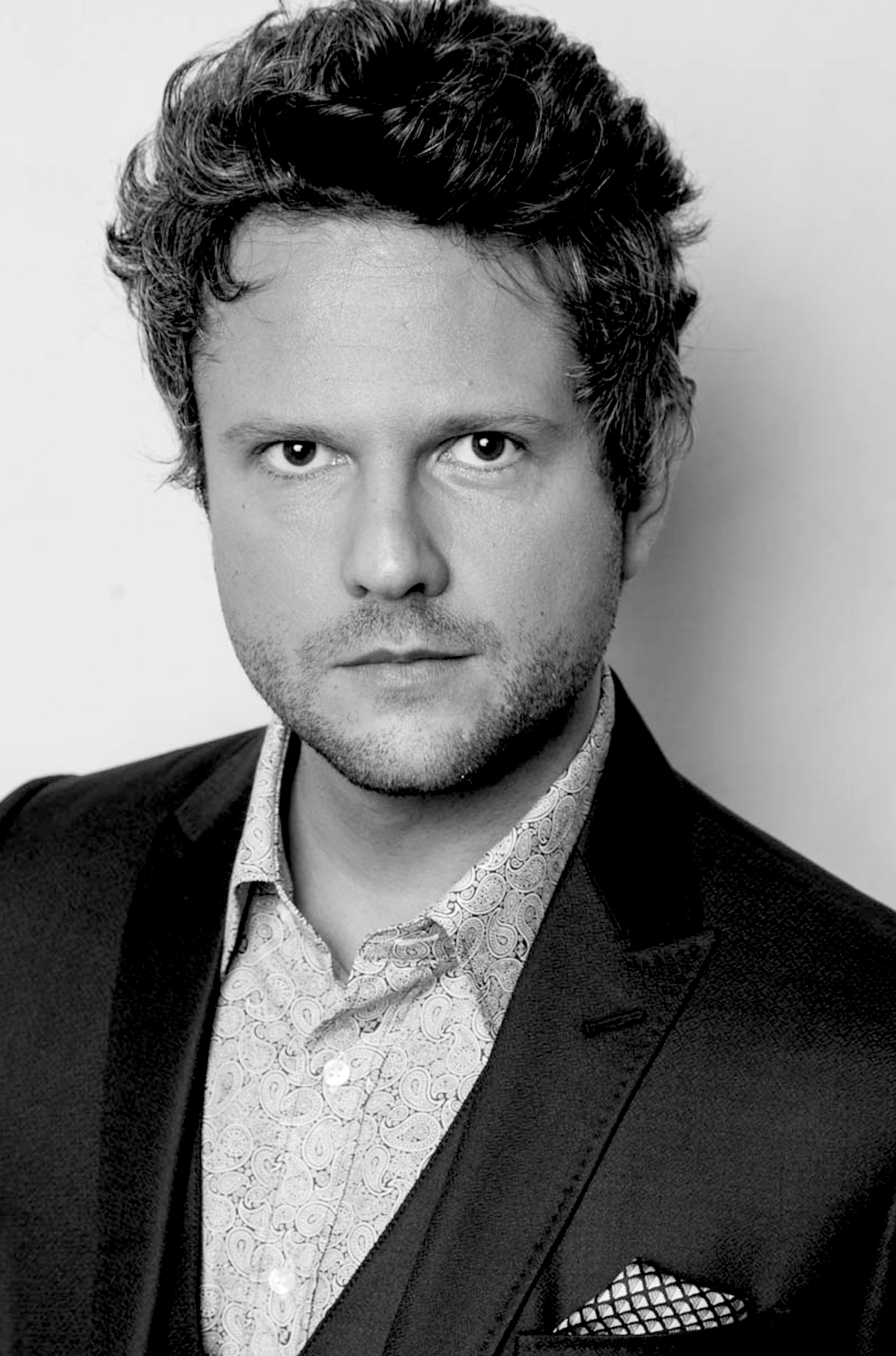
Selton Mello, Ator

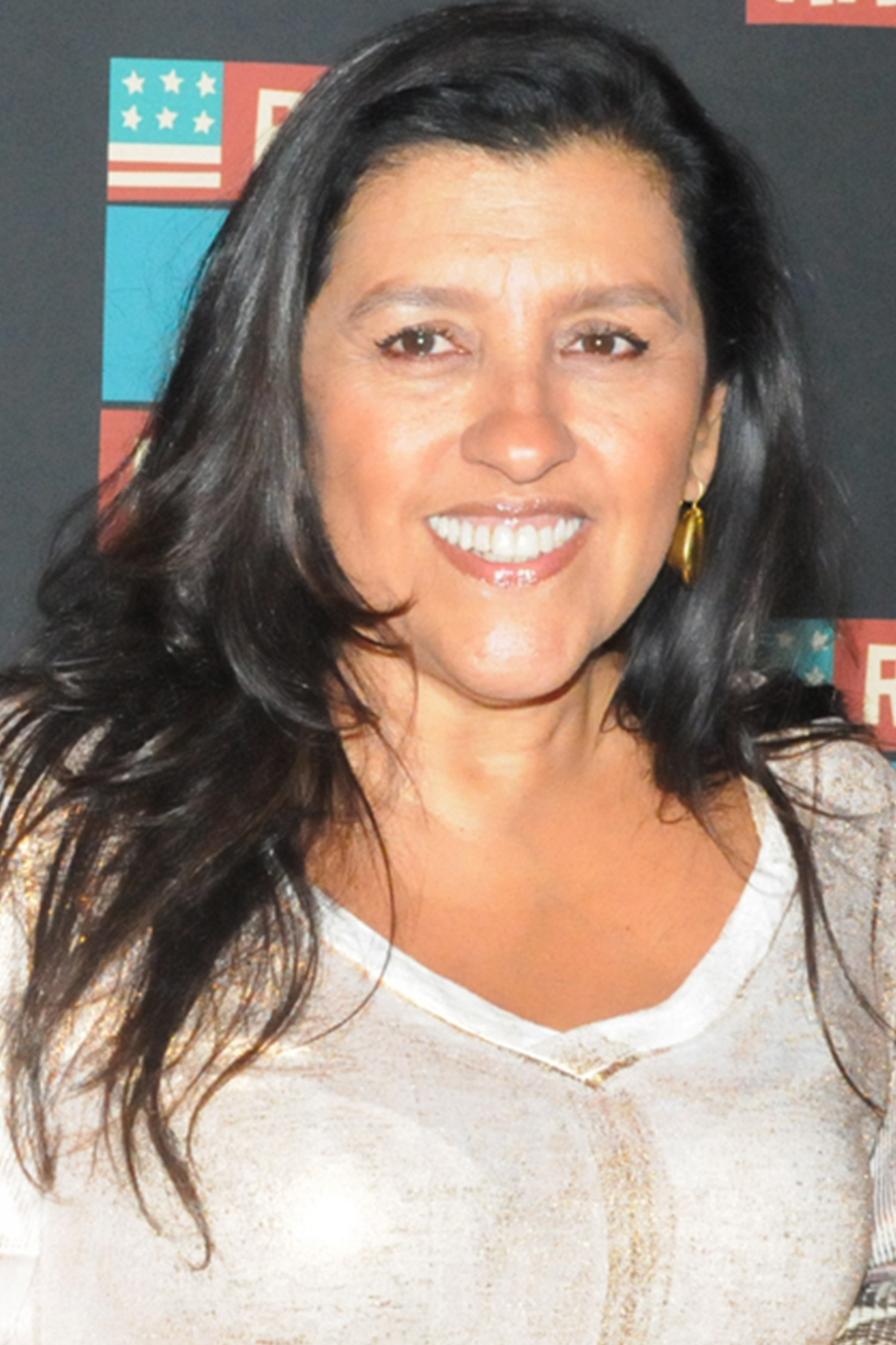
Regina Casé, Atriz

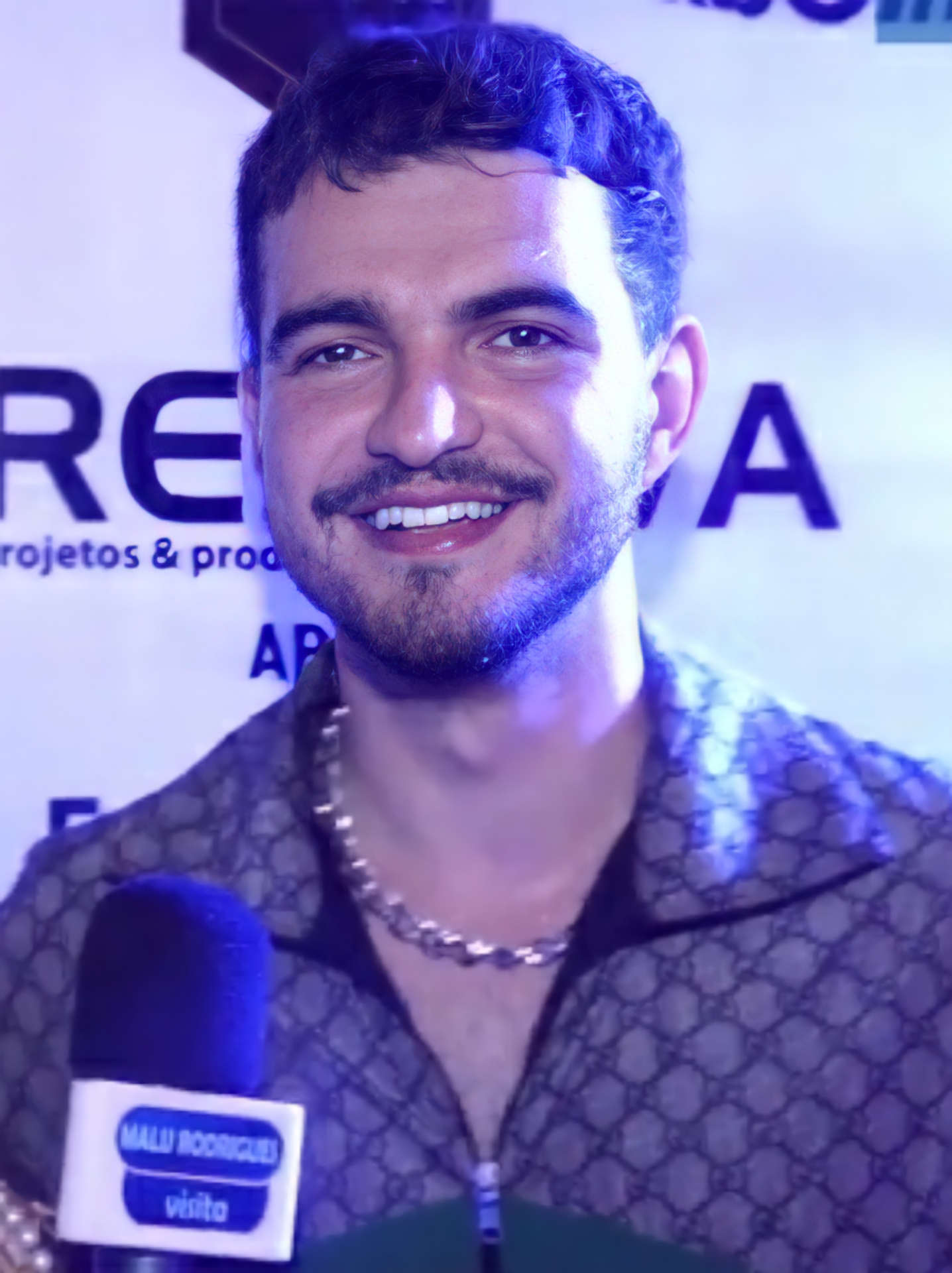
Jão, Cantor

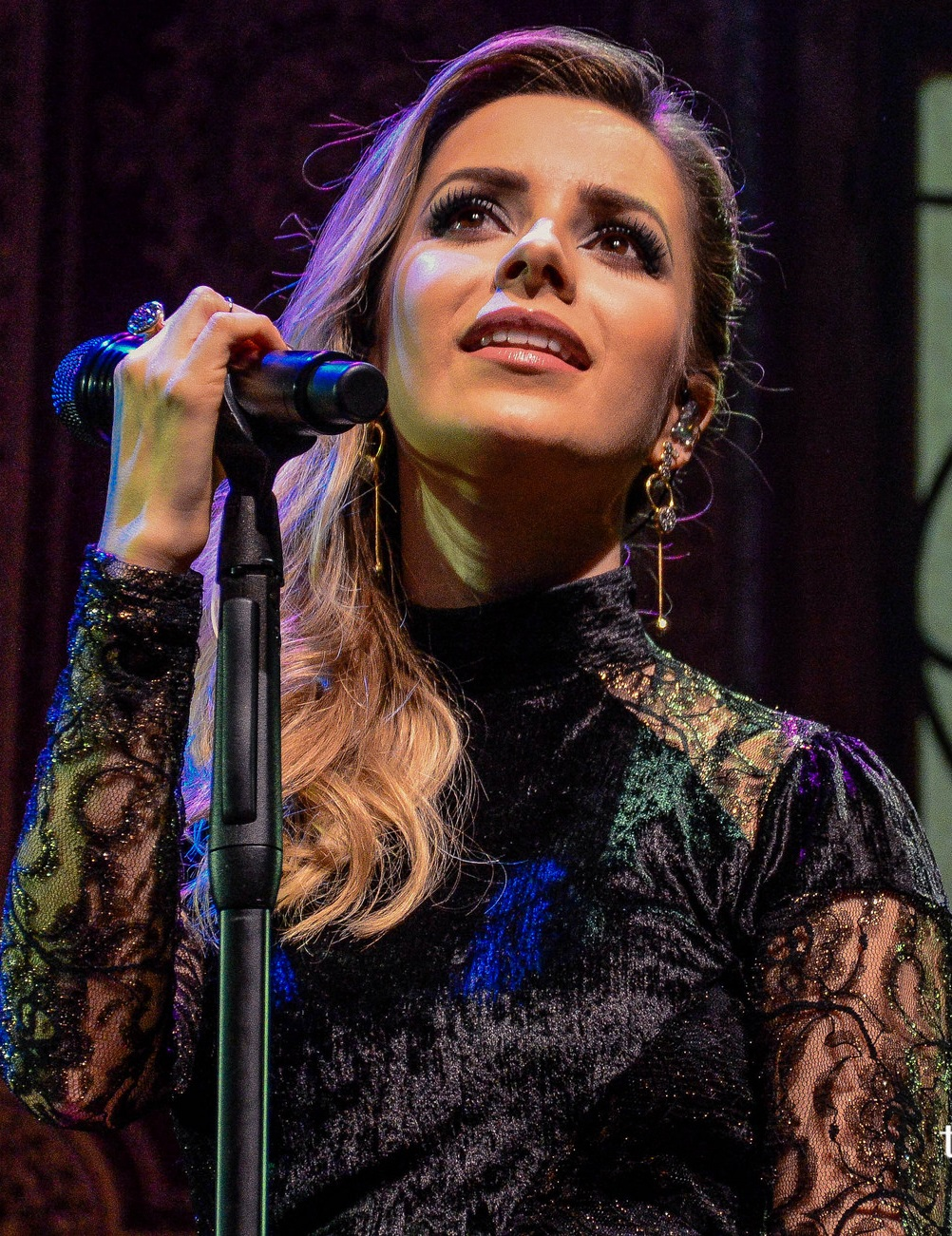
Sandy, Cantora

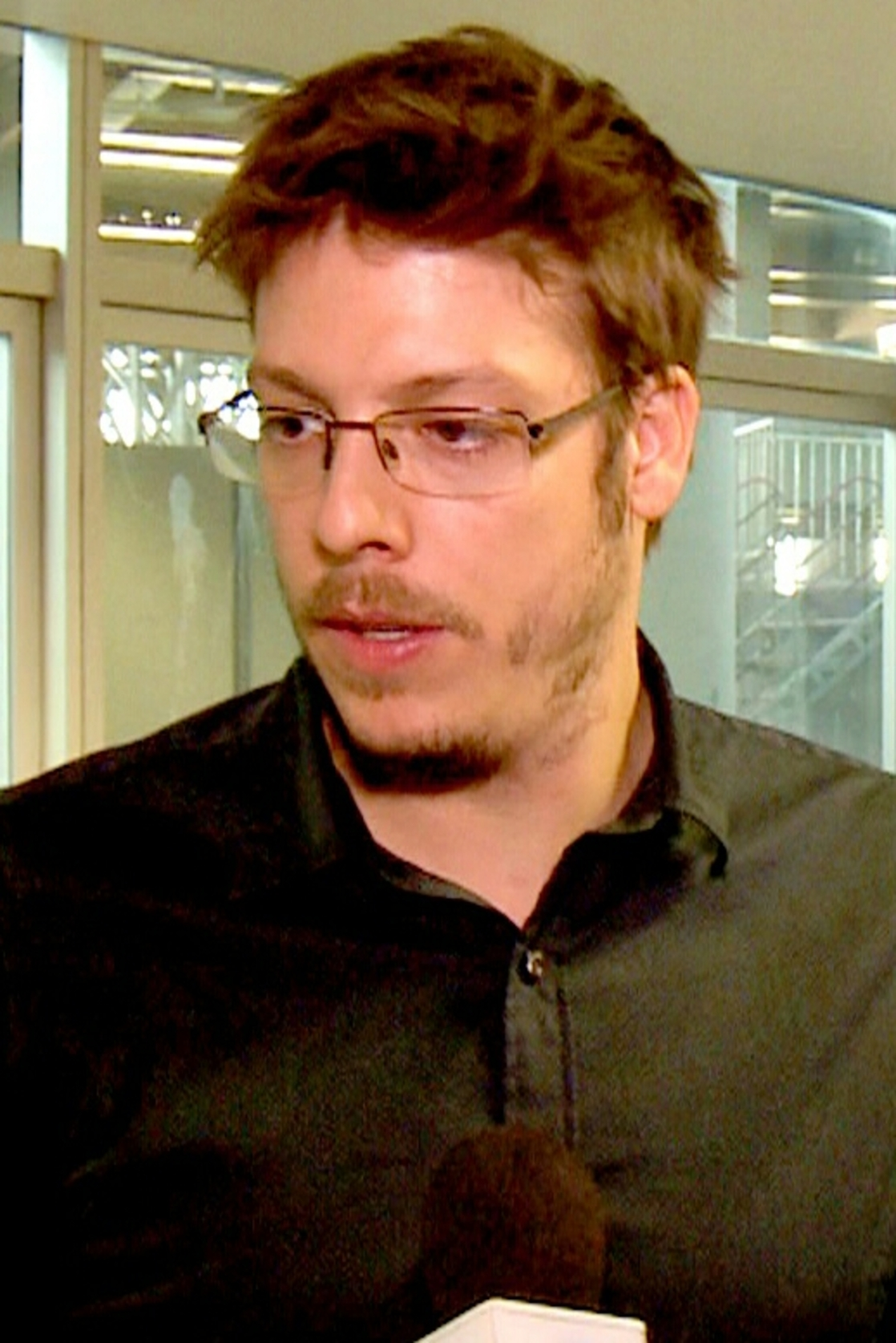
Fábio Porchat, Programa de Entrevistas

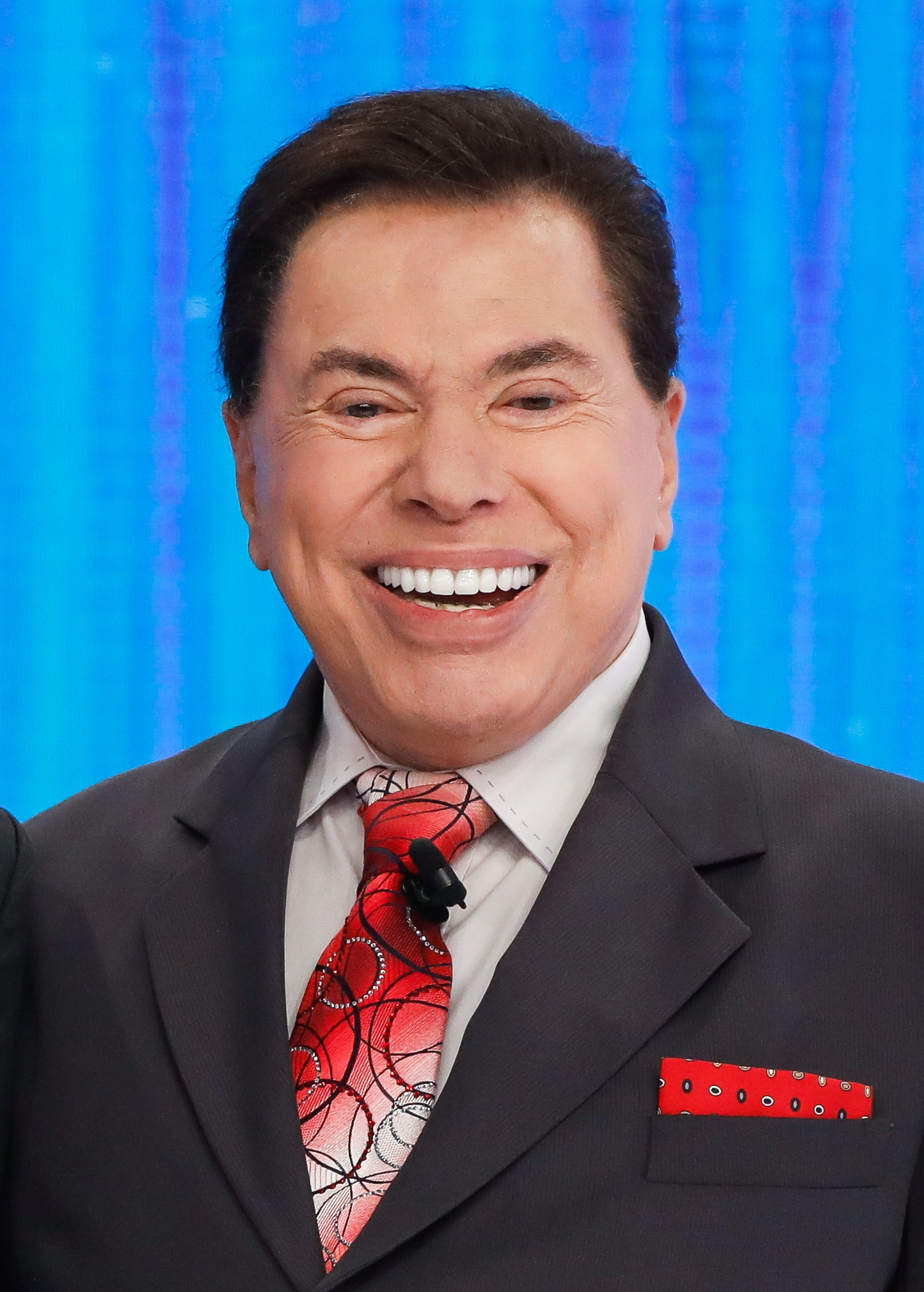
Silvio Santos, Apresentador, Programa de TV e Programa de Auditório

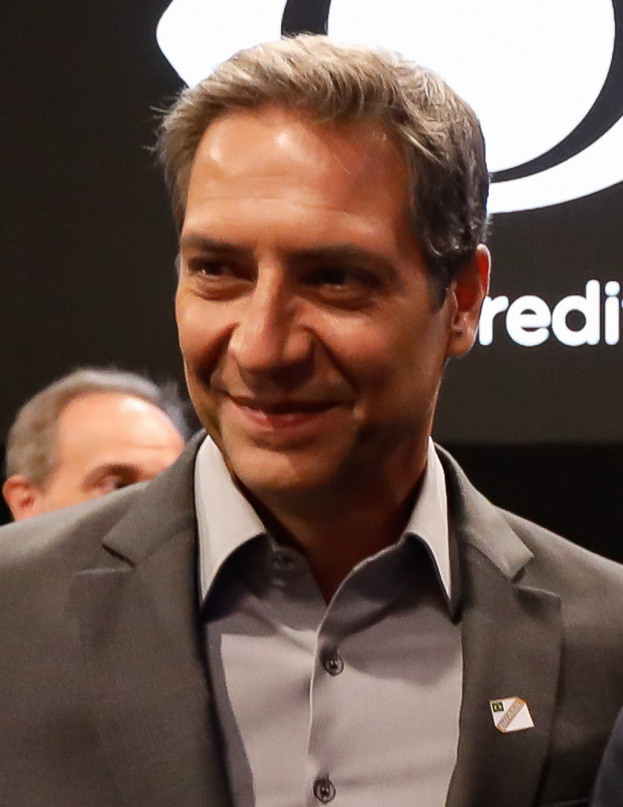
Luís Ernesto Lacombe, Programa Jornalístico

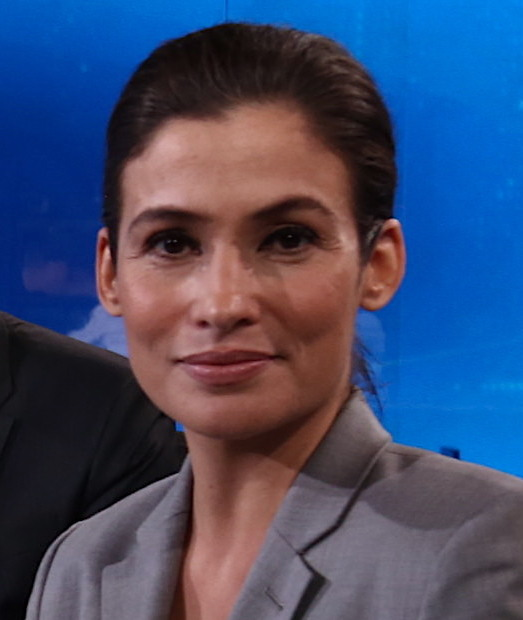
Renata Vasconcellos, Apresentador de Telejornal

| Melhor Novela - Um Lugar ao Sol — (TV Globo) - Amor de Mãe — (TV Globo) - Gênesis — (RecordTV) - Nos Tempos do Imperador — (TV Globo) - Quanto Mais Vida, Melhor — (TV Globo) - Salve-se Quem Puder — (TV Globo) | Melhor Apresentador - Silvio Santos — (Programa Silvio Santos) - Celso Portiolli — (Domingo Legal) - Danilo Gentili — (The Noite com Danilo Gentili) - Gabriel Cartolano — (Fofocalizando) - Luciano Huck — (Domingão com Huck) - Marcos Mion — (Caldeirão) - Ratinho — (Programa do Ratinho) - Rodrigo Faro — (Hora do Faro) - Serginho Groisman — (Altas Horas) - Tiago Leifert — (Big Brother Brasil 21) |
| Melhor Ator - Selton Mello — (Nos Tempos do Imperador) - Alexandre Nero — (Nos Tempos do Imperador) - Carlo Porto — (Gênesis) - Cauã Reymond — (Um Lugar ao Sol) - Chay Suede — (Amor de Mãe) - Juliano Laham — (Gênesis) - Mateus Solano — (Quanto Mais Vida, Melhor) - Petrônio Gontijo — (Gênesis) - Zé Carlos Machado — (Gênesis)     | Melhor Atriz - Regina Casé — (Amor de Mãe) - Adriana Esteves — (Amor de Mãe) - Adriana Garambone — (Gênesis) - Alinne Moraes — (Um Lugar ao Sol) - Deborah Secco — (Salve-se Quem Puder) - Giovanna Antonelli — (Quanto Mais Vida, Melhor) - Isis Valverde — (Amor de Mãe) - Juliana Paiva — (Salve-se Quem Puder) - Mariana Ximenes — (Nos Tempos do Imperador) - Taís Araújo — (Amor de Mãe)              |
| Melhor Cantor - Jão - Daniel - Dilsinho - Gusttavo Lima - Luan Santana - Matuê - Roberto Carlos - Tierry - Wesley Safadão - Zé Felipe | Melhor Cantora - Sandy - Aline Barros - Anitta - Ivete Sangalo - Iza - Joelma - Ludmilla - Luísa Sonza - Manu Gavassi - Marília Mendonça |
| Melhor Programa de Entrevistas - Que História É Essa, Porchat? — (TV Globo) - Altas Horas — (TV Globo) - Conversa com Bial — (TV Globo) - Encontro com Fátima Bernardes — (TV Globo) - Lady Night — (Multishow) - Luciana by Night — (RedeTV!) - Mais Você — (TV Globo) - Roda Viva — (TV Cultura) - The Noite com Danilo Gentili — (SBT) | Melhor Programa de TV - Programa Silvio Santos — (SBT) - Caldeirão com Mion — (TV Globo) - Domingo Legal — (SBT) - Eliana — (SBT) - Fofocalizando — (SBT) - Lady Night — (Multishow) |
| Melhor Programa de Auditório - Programa Silvio Santos — (SBT) - Altas Horas — (TV Globo) - Caldeirão com Mion — (TV Globo) - Caldeirão do Huck — (TV Globo) - Domingão com Huck — (TV Globo) - Domingão do Faustão — (TV Globo) - Domingo Legal — (SBT) - Eliana — (SBT) - Hora do Faro — (RecordTV) - Programa do Ratinho — (SBT)        | Melhor Programa Humorístico - Vai que Cola — (TV Globo) - A Culpa é do Cabral — (Comedy Central) - A Praça É Nossa — (SBT) - Encrenca — (RedeTV!) - Escolinha do Professor Raimundo — (Viva) - Porta dos Fundos — (YouTube) - Tô de Graça — (Multishow) |
| Melhor Programa Jornalístico - Opinião no Ar — (RedeTV!) - Câmera Record — (RecordTV) - Domingo Espetacular — (RecordTV) - Fantástico — (TV Globo) - Globo Repórter — (TV Globo) - Profissão Repórter — (TV Globo) - Repórter Record Investigação — (RecordTV)                                                                            | Melhor Jornal de TV - Jornal Nacional — (TV Globo) - Alerta Nacional — (RedeTV!) - Balanço Geral — (RecordTV) - Cidade Alerta — (RecordTV) - Jornal da Globo — (TV Globo) - Jornal da Record — (RecordTV) - Jornal Hoje — (TV Globo) - Primeiro Impacto — (SBT) - SBT Brasil — (SBT) |
| Melhor Apresentador de Telejornal - Renata Vasconcellos — (Jornal Nacional) - César Tralli — (Jornal Hoje) - Maju Coutinho — (Jornal Hoje) - Márcia Dantas — (Primeiro Impacto) - Reinaldo Gottino — (Balanço Geral) - Sikêra Júnior — (Alerta Nacional) - William Bonner — (Jornal Nacional)                                             | |